# Ugo di Brienne
Ugo di Brienne (1240 – Gagliano del Capo, 9 agosto 1296) fu conte di Brienne (1260 - 1296) e di Lecce.

## Biografia
Era il secondo figlio del conte Gualtieri IV e di Maria di Lusignano.
Suo padre, conte di Giaffa e Ascalona, fu ucciso nel 1246 al Cairo, e gli succedette il figlio maggiore, Giovanni. Alla morte di Giovanni (c. 1260), Ugo ereditò la contea di Brienne, in Francia, e i territori che la famiglia reclamava in Italia meridionale, il principato di Taranto e la contea di Lecce, che erano stati confiscati nel 1205.
Nel 1264 Ugo rivendicò la reggenza del regno di Gerusalemme (e, indirettamente, un posto nella successione), come erede di Alice di Gerusalemme e di Ugo I di Cipro, essendo il figlio della loro figlia maggiore, ma l'Alta corte di Gerusalemme gli preferì suo cugino Ugo di Antiochia. Il suo primo cugino, re Ugo II di Cipro, morì nel 1267, e nonostante le rivendicazioni di Ugo come erede più anziano, Ugo di Antiochia fu incoronato come Ugo III di Cipro. Quando Corradino, re di Gerusalemme, venne ucciso nel 1268, la successione andò al giovane cugino Ugo III.
Ugo decise di cercare fortuna in Europa piuttosto che in Terrasanta e prese servizio sotto Carlo I di Napoli. Nominato dal re capitano generale di Brindisi e Otranto e signore di Conversano, fu un partigiano entusiasta della causa angioina in Italia. Per questo servizio, la contea di Lecce gli fu restituita. Fu fatto prigioniero durante la Battaglia del golfo di Napoli nel 1284 con il principe Carlo e di nuovo nella battaglia dei Conti nel 1287, entrambe le volte in battaglie navali contro Ruggiero di Lauria. In una di queste occasioni lasciò il suo unico figlio Gualtieri come ostaggio.
Rimase ucciso nel Salento, in uno scontro presso Gagliano, combattendo gli Almogavari catalani, e gli succedette Gualtieri.

## Matrimoni e discendenza
La prima moglie di Ugo fu Isabella de la Roche, erede di Tebe, che gli diede due figli:
- Gualtieri († 1311), duca di Atene, il suo erede.
- Agnese di Brienne, che sposò Giovanni, conte di Joigny

Nel 1291 sposò Elena Angelina Comnena duchessa d'Epiro-Neopatria, erede di Lamia e Larissa, che gli diede una figlia:
- Giovanna di Brienne, che sposò Niccolò I Sanudo, duca di Nasso.

## Ascendenza
|                                 |                         |                                       | Genitori                                |  |  | Nonni |  |  | Bisnonni                    |  |  | Trisnonni                      |  |
|                                 |                         |                                       |                                         |  |  |       |  |  | Erardo II, conte di Brienne |  |  | Gualtieri II, conte di Brienne |  |
|                                 |                         |                                       |                                         |  |  |       |  |  | Erardo II, conte di Brienne |  |  | Gualtieri II, conte di Brienne |  |
|                                 |                         | Adele di Soissons                     |                                         |  |  |       |  |  | Erardo II, conte di Brienne |  |  |                                |  |
| Gualtieri III, conte di Brienne |                         |                                       |                                         |  |  |       |  |  | Erardo II, conte di Brienne |  |  |                                |  |
|                                 |                         | Agnese di Montfaucon                  | Amadeo II, signore di Montfaucon        |  |  |       |  |  |                             |  |  |                                |  |
|                                 |                         | Agnese di Montfaucon                  | Amadeo II, signore di Montfaucon        |  |  |       |  |  |                             |  |  |                                |  |
|                                 |                         | Agnese di Montfaucon                  | Beatrice di Joinville                   |  |  |       |  |  |                             |  |  |                                |  |
| Gualtieri IV, conte di Brienne  |                         | Agnese di Montfaucon                  |                                         |  |  |       |  |  |                             |  |  |                                |  |
|                                 |                         | Tancredi, re di Sicilia               | Ruggero III, duca di Puglia e Calabria  |  |  |       |  |  |                             |  |  |                                |  |
|                                 |                         | Tancredi, re di Sicilia               | Ruggero III, duca di Puglia e Calabria  |  |  |       |  |  |                             |  |  |                                |  |
|                                 |                         | Tancredi, re di Sicilia               | Emma di Lecce                           |  |  |       |  |  |                             |  |  |                                |  |
| Maria Albina d'Altavilla        |                         | Tancredi, re di Sicilia               |                                         |  |  |       |  |  |                             |  |  |                                |  |
|                                 |                         | Sibilla d'Aquino                      | Rinaldo d'Aquino, signore di Roccasecca |  |  |       |  |  |                             |  |  |                                |  |
|                                 |                         | Sibilla d'Aquino                      | Rinaldo d'Aquino, signore di Roccasecca |  |  |       |  |  |                             |  |  |                                |  |
|                                 |                         | Sibilla d'Aquino                      | Cecilia di Medania                      |  |  |       |  |  |                             |  |  |                                |  |
| Ugo, conte di Brienne           |                         | Sibilla d'Aquino                      |                                         |  |  |       |  |  |                             |  |  |                                |  |
|                                 | Amalrico I, re di Cipro | Ugo VIII, signore di Lusignano        |                                         |  |  |       |  |  |                             |  |  |                                |  |
|                                 | Amalrico I, re di Cipro | Ugo VIII, signore di Lusignano        |                                         |  |  |       |  |  |                             |  |  |                                |  |
|                                 | Amalrico I, re di Cipro | Burgundia di Rançon, dama di Fontenay |                                         |  |  |       |  |  |                             |  |  |                                |  |
| Ugo I, re di Cipro              | Amalrico I, re di Cipro |                                       |                                         |  |  |       |  |  |                             |  |  |                                |  |
|                                 |                         | Eschiva d'Ibelin                      | Baldovino d'Ibelin, signore di Ramla    |  |  |       |  |  |                             |  |  |                                |  |
|                                 |                         | Eschiva d'Ibelin                      | Baldovino d'Ibelin, signore di Ramla    |  |  |       |  |  |                             |  |  |                                |  |
|                                 |                         | Eschiva d'Ibelin                      | Richilde di Bethsan                     |  |  |       |  |  |                             |  |  |                                |  |
| Maria di Cipro                  |                         | Eschiva d'Ibelin                      |                                         |  |  |       |  |  |                             |  |  |                                |  |
|                                 |                         | Enrico II, conte di Champagne         | Enrico I, conte di Champagne            |  |  |       |  |  |                             |  |  |                                |  |
|                                 |                         | Enrico II, conte di Champagne         | Enrico I, conte di Champagne            |  |  |       |  |  |                             |  |  |                                |  |
|                                 |                         | Enrico II, conte di Champagne         | Maria di Francia                        |  |  |       |  |  |                             |  |  |                                |  |
| Alice di Champagne              |                         | Enrico II, conte di Champagne         |                                         |  |  |       |  |  |                             |  |  |                                |  |
|                                 |                         | Isabella I, regina di Gerusalemme     | Amalrico I, re di Gerusalemme           |  |  |       |  |  |                             |  |  |                                |  |
|                                 |                         | Isabella I, regina di Gerusalemme     | Amalrico I, re di Gerusalemme           |  |  |       |  |  |                             |  |  |                                |  |
|                                 |                         | Isabella I, regina di Gerusalemme     | Maria Comnena                           |  |  |       |  |  |                             |  |  |                                |  |
|                                 |                         | Isabella I, regina di Gerusalemme     |                                         |  |  |       |  |  |                             |  |  |                                |  |